# Coenosia polina
Coenosia polina este o specie de muște din genul Coenosia, familia Muscidae, descrisă de Nikita Vikhrev în anul 2009. Conform Catalogue of Life specia Coenosia polina nu are subspecii cunoscute.